# 米子水鳥公園

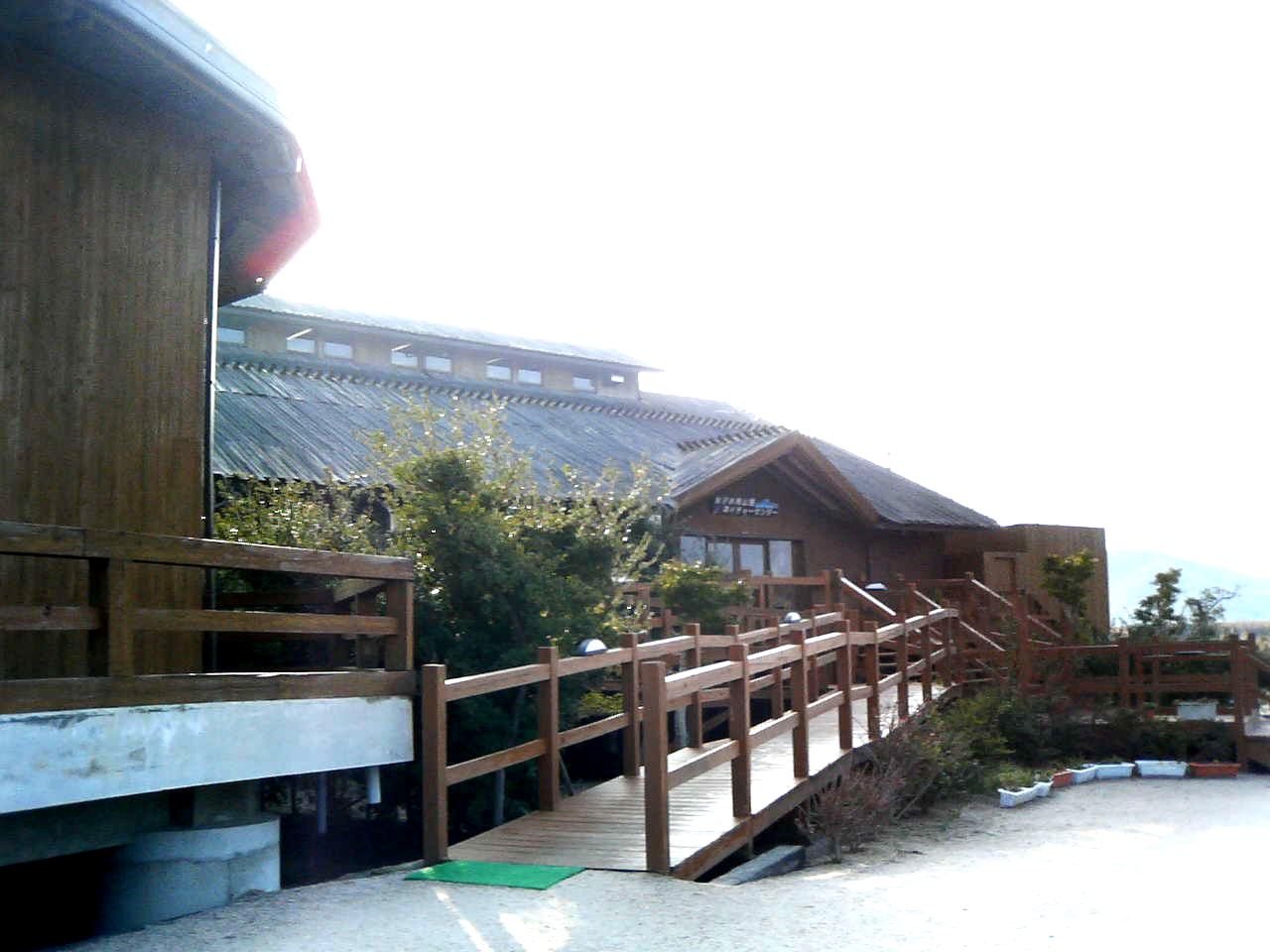
米子水鳥公園

米子水鳥公園（よなごみずどりこうえん）は、鳥取県米子市彦名町にある湿地公園である。
弓ヶ浜半島南岸にあり、コハクチョウの西日本最大の集団越冬地である中海に面す。毎年100種類以上、最大約10,000羽の野鳥が確認される、日本屈指の野鳥の生息・飛来地となっている。国指定鳥獣保護区及びラムサール条約登録湿地「中海」の一部で、英文名は、Yonago Waterbird Sanctuary である。

## 公園整備の経緯
かつて、中海にはコハクチョウの塒（ねぐら）がいくつかあったが、干拓によって塒となる浅瀬が次々埋め立てられ、失われていった。そして、米子市の中海干拓事業彦名工区の干拓地にできた池が、コハクチョウにとって残された唯一の塒となった。そのため、この池をコハクチョウの塒として保護することを求める市民運動が地元市民から起こった。そこで米子市は、この野鳥の生息地を保護するとともに、市民が自然と触れ合う公園として整備し、1995年（平成7年）10月22日に米子水鳥公園として開設した。面積は28.8ha。
なお、中海は1974年（昭和49年）11月1日に国指定中海鳥獣保護区に指定され、2005年（平成17年）11月8日にはラムサール条約登録湿地となっている。

## 生物相
植物相は、ヨシ群落を中心に、リュウノヒゲモやツツイトモ、カワツルモなどの水草が生育している。動物相は、本公園を含む中海が国指定鳥獣保護区及びラムサール条約登録湿地に指定されていることからわかるとおり、貴重な鳥類の生息・飛来の場となっており、コハクチョウ、オナガガモやハシビロガモなどガン・カモ類及び猛禽類のオジロワシが確認されている。また、水生動物としてメダカやシルビアシジミ、コオイムシなどの希少種が生息している。

## 水域減少の問題
ヨシ群落の拡大が見られ、また枯死したヨシが水中に堆積することで水底が上昇し、水域の減少が見られる。そのためボランティア団体などによりヨシの除去などの対策が行われている。また、本公園を含む中海は干拓地であり、近年地盤沈下が確認されている。

## 利用情報
- 開園・開館時間 - 4月～10月 9：00～17：30

11月～3月 7：00～17：30（土・日・祝日）9:00～17：30（平日）
- 休園・休館日 - 毎週火曜日（祝日と重なった場合は、その翌日）

祝日の翌日（土曜日、日曜日を除く）
12月29日～1月3日まで（年始臨時開園有）
- 入館料（入園は無料） - 個人 大人310円、小中学生 無料

15名以上は、大人一人につき200円
年間パスポート 1,500円（免除有）
- 管理・運営 - （公財）中海水鳥国際交流基金財団

## 交通アクセス
- 米子自動車道 米子ICから35分
- 日の丸バス バス停「乗越」から徒歩20分、｢米子水鳥公園入口｣下車徒歩15分
- 米子空港から車で約20分

## 備考
- NHKドラマ 「鳥帰る 故郷の母に会いたい」（田中好子主演、1996年5月4日放送）のロケ地